# Leucoperochaetium eremophilum
Leucoperichaetium eremophilum  es una especie de musgo en la familia de las Grimmiaceae.  Es endémico de Namibia.   Su  hábitat natural es montes subtropical o tropical seco.  Está amenazado por pérdida de hábitat. 

## Fuente
- Bryophyte Specialist Group 2000.  Leucoperichaetium eremophilum.   2006 IUCN Lista Roja de Especies Amenazadas, 22 de agosto de 2007
- Wikispecies tiene un artículo sobre Leucoperochaetium eremophilum.

- Datos: Q5457848